# سیارک ۱۰۵۰۱
سیارک ۱۰۵۰۱ (به انگلیسی: 10501 Ardmacha، نامگذاری:1987OT) ده هزار و پانصد و یکمین سیارک کشف شده‌است که در ۱۹ ژوئیه ۱۹۸۷ کشف شد.
قدر مطلق سیارک برابر ۱۳٫۵۰ است.